# Röbrinken
Röbrinken är en bebyggelse i Kullerstads socken i Norrköpings kommun som sedan 1965 ingår i tätorten Skärblacka.

## Administrativ historik
1960 avgränsade SCB en tätort i Röbrinken med 217 invånare. Redan 1950 avgränsades en tätort med beteckningen Restad m. Röbrinken i området. Idag ingår området i västra delen av tätorten Skärblacka.

## Befolkningsutveckling
| Befolkningsutvecklingen i Röbrinken 1950–1965 | Befolkningsutvecklingen i Röbrinken 1950–1965 | Befolkningsutvecklingen i Röbrinken 1950–1965 | Befolkningsutvecklingen i Röbrinken 1950–1965 | Befolkningsutvecklingen i Röbrinken 1950–1965 |
| --------------------------------------------- | --------------------------------------------- | --------------------------------------------- | --------------------------------------------- | --------------------------------------------- |
|                                               |                                               |                                               |                                               |                                               |
| År                                            |                                               |                                               | Folkmängd                                     |                                               |
| 1950                                          | 1950                                          |                                               | 262                                           |                                               |
| 1960                                          | 1960                                          |                                               | 217                                           |                                               |
| Anm.: Ej tätort 1965                          |                                               |                                               |                                               |                                               |